# Drosophila microlabis
Drosophila microlabis är en tvåvingeart som beskrevs av Seguy 1938. Drosophila microlabis ingår i släktet Drosophila och familjen daggflugor.
Artens utbredningsområde är Kenya.